# 奇霍塔戈比恩德普尔
奇霍塔戈比恩德普尔（Chhota Gobindpur），是印度贾坎德邦Purbi Singhbhum县的一个城镇。总人口24751（2001年）。

## 人口
该地2001年总人口24751人，其中男性13198人，女性11553人；0—6岁人口3041人，其中男1565人，女1476人；识字率75.75%，其中男性为81.98%，女性为68.63%。